# Casta
|  | Aquest article tracta sobre les classes socials per naixença. Si cerqueu casta biològica, vegeu «varietat biològica». |

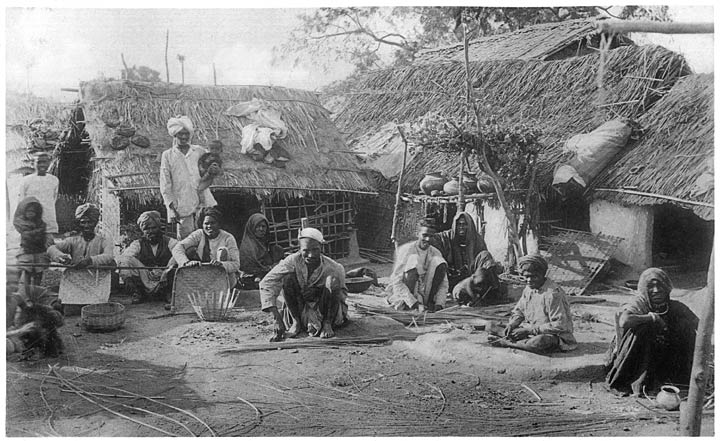
La paraula casta es va començar a fer servir com a sinònim de classe social durant les missions portugueses a l'Índia. Molts indis en l'actualitat han expressat la idea que la imatge negativa del sistema de classes es va produir durant l'ocupació britànica, els quals van difondre la idea de discriminació racial associada a la de casta. Es reivindica, en canvi que les castes índies, les anomenades jāti eren una forma administrativa tribal, un concepte més semblant al de clan establert a Escòcia, que no tenia res a veure amb la discriminació racista. En aquesta fotografia del 1916 es poden veure membres de la casta índia dels Basor.

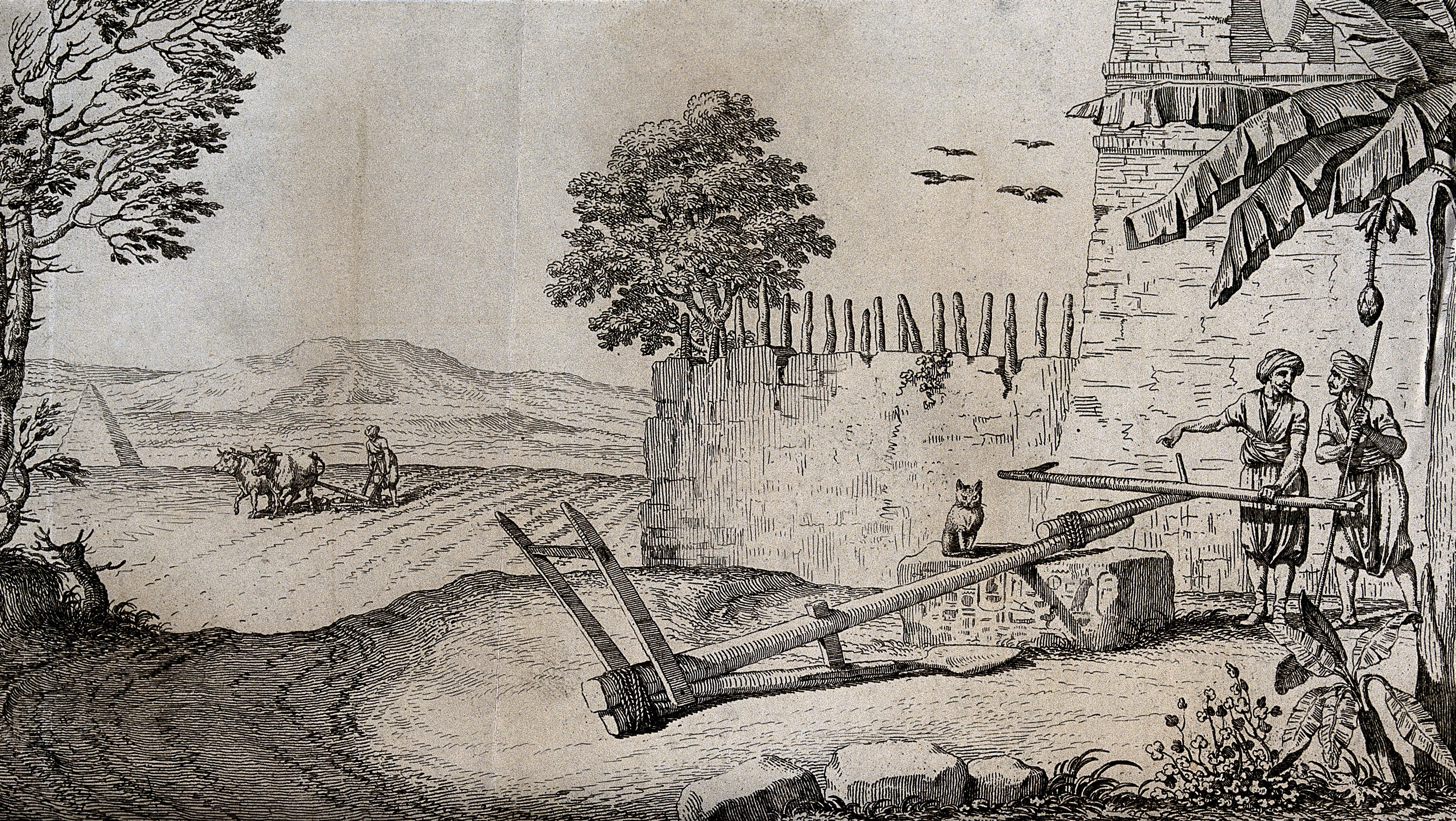
Membres de la casta fellahin egípcia, fent les seves tasques agrícoles.

La casta és un sistema social elaborat i complex que combina elements d'endogàmia, funció o activitat ocupacional, cultura, nivell social, afiliació tribal i poder polític. No s'hauria de confondre amb races o classe social, p. ex. els membres de castes diferents en una societat poden pertànyer a la mateixa raça. Normalment, però no sempre, els membres de la mateixa casta són del mateix rang, ocupació, i/o posició econòmica, i típicament tenen costums que els distingeixen d'altres grups. La paraula casta pot emprar-se també per referir-se a qualsevol sistema rígid de classificació basat en distincions culturals o socials.
La paraula "casta" està generalment associada amb l'Índia, tot i que no és una paraula pròpiament índia, ja que fou utilitzada per primer cop en aquest sentit pels missioners portuguesos, amb ella volien englobar dos termes indis: un religiós (varna) i l'altre organitzatiu (jāti). El terme emprat per aquests monjos ve del llatí castus(«pur, segregat»), i té etimològicament relació amb carere («tallar») i en portuguès també té l'accepció de («prole, raça»). A partir de la dominació britànica es va denunciar el fet de la discriminació lligada a aquest sistema social.
El concepte s'ha estat aplicant també per definir un tipus de classe política més compromesa amb si mateixa que amb les seves funcions governatives.
La discriminació basada en castes, o castissisme, com constata UNICEF, és predominant principalment en parts d'Àsia (Índia, Sri Lanka, Bangladesh, Nepal, el Japó) i l'Àfrica. UNICEF calcula que tal discriminació afecta a uns 250 milions de persones a escala mundial.

## Sud d'Àsia

### Índia
La societat índia ha constat des de temps antics de més d'un miler de grups tribals i laborals o comunitats anomenades jāti. La frase "sistema de castes" combina realitat i teoria: la realitat del sistema de jāti predominant per tota la societat índia des de temps antics i el concepte hindú de varna (classe/grup). A la Constitució de l'Índia, en el seu apèndix primer, enumera 1.108 castes repartides en 25 estats i el mateix document enumera 744 tribus en 22 estats.

#### Varna
La paraula varna apareix als primers texts indis com el manusmriti i els purana. És un terme de diversos significats: ordre, natura, tipus o color; però en aquests textos es fereix a una classificació ideal de la societat en quatre grups. Aquests grups són:
- bramans (estudiants, professors, sacerdots)
- kxatriyes (guerrers, reis, administradors)
- vaïxyes (comerciants, agricultors)
- xudres (artesans, servents o pagesos vassalls)

Tots els altres que no pertanyien a aquests grups es considerava que no pertanyien a la societat hindú. Als no inclosos se'ls anomenava mlechhas i podien ser: autèntics estrangers, o bé tribus de nòmades residents en territori indi. Els excomunicats rebien el nom d'anaryas", és a dir, "no-aris" i se'ls havia de tractar com a estrangers intocables, de forma semblant a un malalt contagiós. Els membres d'aquest sistema tenien por del bandejament social i això era un poderós incentiu per a no violar les normes socials. Una última secció del Shanti Parva del Mahabharata suggereix un origen d'aquesta pràctica: "Ell, que es torna a dur en el discurs, o violent en el temperament, ell que sedueix o segresta les dones d'altra gent o roba la riquesa que pertany a altres, hauria de ser abandonat per nosaltres".
El sistema donava hipotèticament el seu propi espai tancat a cada grup, i pocs individus quedaven sense un paper clar. Segons el sistema de Varna, es demanava que els bramans visquessin en la pobresa i la seva vocació primària era aprendre el veda, els textos sagrats i temes seculars, ensenyar-los després als altres i pregar pel benestar de tot. L'ocupació principal del kxatriya eren les habilitats marcials, la protecció de la societat civil i el govern. Els vaishyas eren aquells que s'ocupaven del comerç, la banca i les activitats agràries incloent-hi la cria de bestiar. Els sudras eren uns altre tipus de treballadors: mà d'obra al servei dels altres. Però la realitat és que en la societat índia no hi ha només quatres grups socials, sinó milers, els anomenats jatis, aquest fet era conseqüència de l'existència de persones que tenien una varietat de funcions i els texts sagrats ho expliquen com a el resultat d'una mescla prehistòrica dels varnas, o Varna Samkara.
Segons l'hinduisme, a tots els varnas se'ls inculcava, sense excepció, rebutjar l'afició per posseir objectes, l'abstinència del robatori, valorar la sinceritat, la no-violència i la benvolença. Aquests també eren els mateixos atributs propiciats pel jainisme i les doctrines budistes. Hi havia la creença més estesa que després de la mort, la gent renaixia en una casta superior si havien portat una vida moral, o en una casta inferior si duien una vida immoral. D'aquí va derivar la següent interpretació: es pensava que els qui servien en funcions indesitjables, mereixien el seu destí, a causa del seu karma passat; per tant, de les quatre castes inicials va anar sorgint un cinquè grup, els intocables.
Dels quatre grups, tres eren considerats dvija (nascuts dos cops), eren els bramans, els kxatriyes i els vaïxyes. En teoria els dvija eren els únics que podien realitzar el sacrifici del foc Homa, però ni tan sols això ha estat respectat sempre per totes les sectes de l'hinduisme, per exemple, a l'Arya Samaj, totes les castes incloent-hi els xudras poden realitzar el sacrifici del focs. Hi havia unes quantes categories entre els Brahmins i sacerdots de temples, si n'hi ha gens, eren normalment al final més baix de l'escala social dels bramans.

#### Jatis
Sota el sistema de tribus jati, una persona neix amb rols socials atribuïts i està subjecte a l'endogàmia, és a dir, només s'accepten matrimonis entre membres d'un mateix jati. El jati proporciona identitat, seguretat i estatus i ha estat històricament obert a canvis basats en influències econòmiques, socials i polítiques.
Durant els inicis de la història índia, els diversos factors tribals, econòmics, polítics i socials conduïen a un continu tancament, ja que les classes socials que prevalien tendien a voler consolidar el seu estatus en els seus fills, de manera que es va convertir-se en sistema de tradició hereditària. Encara que hi havia algunes variacions entre els diferents llos de la geografia índia, el jati era la comunitat eficaç dins de la qual un es casava i passava la majoria de la seva vida privada. Els individus trobaven suport en la comunitat jati en temps difícils, i fins i tot en la resolució de disputes. Era, en certa manera, una comunitat administrativa motiu pel qual encara es conserva aquest sistema.
Els intocables (també anomenats pariahs o antyajas, estaven al fons de l'escala social i fins i tot ara realitzen les feines que ningú més no vol com ara l'eliminació de cadàvers, maneig de terra de nit o execució de criminals. Vivien als seus propis guetos a les perifèries de les ciutats o pobles i no se'ls permetia sentir els vedes.
Resulta curiós que segons l'hiduisme les castes originals eren 4, segons la classificació tribal dels jatis són més de mil i, en canvi quan l'escriptor grec, Megastenes, va fer un viatge a l'Índia en va descriure 7 castes.

#### Base antropològica i genètica
Alguns antropòlegs van postular que les classes superiors de l'Índia pertanyien a la raça caucàsica, mentre que la resta tenien un origen tipus australoides. S'han fet estudis genètics per veure què hi havia de cert i el resultat ha estat que es tractava d'un mite. Biològicament i lingüísticament els indis estan molt barrejats.

#### Posició del govern
Alguns activistes, a la conferència de l'ONU de Durban, van afirmar que la casta és una forma de discriminació racial.
Un determinat nombre de comentaristes socials, coneguts periodistes, professors i activistes socials que lluiten pels drets dels dalit opinen que l'oposició del govern indi a identificar el sistema de castes amb el concepte del racisme, a la Conferència de Durban, és un intent per evitar la intervenció internacional sobre el tema de l'empobriment i el benestar social. A la mateixa conferència, el govern indi també s'oposava a donar els adivasis tribals d'Índia, l'estatus de "poblacions indígenes", ja que això també hauria fet de l'Índia un dels règims de responsabilitat internacionals sota la Convenció contra el racisme.

### Nepal
El sistema de castes nepalès s'assembla al sistema indi: Té nombroses divisions tribals (jāti) i al mateix temps hi ha un sistema de varna superposat, però amb lleugeres diferències culturals i socials. Les inscripcions testifiquen els començaments d'un sistema de casta durant el període Lichchhavi.

### Pakistan
Els factors religiosos, històrics i socioculturals han ajudat a definir els límits de l'endogàmia per als musulmans del sud d'Àsia. Hi ha preferència pels matrimonis d'endogàmics basats en la naturalesa de la societat orientada al clan, que valora i busca activament similituds en la identitat de grup social basada en uns quants factors, incloent-hi religiosos, sectaris, ètnics, i tribals o d'afiliació al clan.
L'afiliació religiosa és polièdrica i inclou consideracions religioses a banda de ser musulmà, com la identitat sectària (per ex. xiita o sunnita) i l'orientació religiosa dins de la secta (isnashari, ismaïlisme, ahmedi, etc.). Les dues afiliacions, l'ètnica (p. ex. sindhi, baloch, panjabi, etc.) i l'afiliació de biraderis específic o els Jaat/quoms són components integrals addicionals d'identitat social. Dins de les fites d'endogàmia definida pels paràmetres citats, les unions consanguínies properes són preferents a causa d'una congruència de trets clau de grup. També es tenen en compte a l'hora de formar un matrimoni els factors de fons a nivell individual així com les afinitats. Cal tenir en compte que l'actual Pakistan va ser part de l'Índia abans del 1947 i que els sistema de castes no es va veure afectat per la separació, o molt poc, la jerarquia és la mateixa canviat de religió.

### Xina

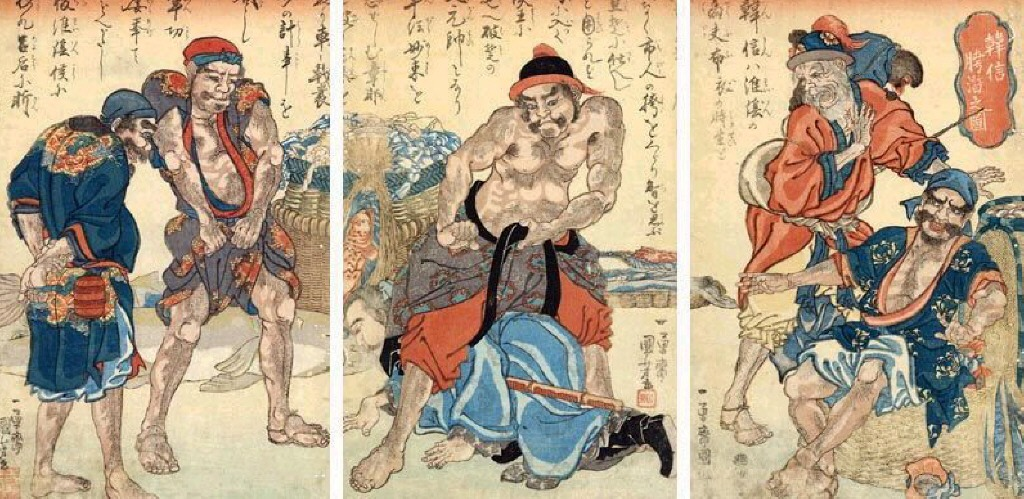
A la Xina tradicional es van donar diferents castes, diferenciades per l'ètnia però sobretot per la seva funció social

Les Dinasties Meridionals i Septentrionals mostraven un nivell tan alt de polarització entre Nord i Sud que els habitants del nord i els del sud es tenien entre si com a bàrbars. Després de la invasió pel nord dels mongols, els membres de la dinastia Yuan van causar la dispersió de l'ètnia Han; socialment aquesta ètnia fou dividida en quatre castes, les més pobres es van quedar als territoris de més al sud.
Tradicionalment l'ètnia yi estava establerta a la província del sud-oest, Yunnan i estaven organitzats en diferents classes:
- Els yi negres, eren els nobles i només un 5% de la població
- Els yi blancs, eren una classe treballadora sense llibertat de desplaçament
- Els ajia, un 33% de la població, eren esclaus igual com els xiaxi
- Els xiaxi, un 10%, esclaus dedicats a feines diferents dels ajia

Els yi negres feien expedicions entre l Negre Yi feia atacs sobre l'ètnia Han per tal d'obtenir més esclaus. Després del 1959, l'exèrcit de la República Popular de la Xina va enderrocar tots els tirans de la zona i va alliberar uns 700 esclaus, sense poder evitar la mort d'altres.

### Japó
Les dues principals classes al Japó feudal eren els samurai i els camperols. Només a la classe de samurais se li permetia portar armes. Un samurai tenia el dret de matar qualsevol camperol pel simple fet de pensar que algú era irrespectuós envers ell. El Japó històricament subscrivia un sistema de classe feudal. Mentre la llei moderna ha abolit oficialment la jerarquia de classe, hi ha informes però de discriminació de les classes baixes anomenades buraku o burakumin, històricament referits amb terme insultant eta. Els burakumin són considerats "condemnats a l'ostracisme".
Els burakumin són una de les principals minories del Japó, junt amb els ainus d'Hokkaidō i els residents d'ascendència coreana i xinesa.

### Corea
El baekjeong eren un grup minoritari "intocable" de Corea. El terme baekjeong originalment tenia el significat de «carnisser», però més tard es va fer servir amb el significat de «ciutadà comú» quan es va canviar a un sistema social sense intocables. En la primera part del període de Goryeo (918-1392), aquests grups minoritaris es resolien en gran part en comunitats fixes. Tanmateix, la invasió mongola marxava de Corea però deixant una situació caòtica d'anomia, mentre aquests grups es tornaven nòmades.
Amb la unificació dels tres regnes al segle VII i la fundació de la dinastia de Goryeo a l'edat mitjana, es va establir un sistema de classe pròpiament coreà. En la part superior estava el Yangban, les dues classes oficials, els funcionaris (munban) i els guerrers (muban). Els funcionaris gaudien d'un avantatge social significatiu per sobre dels guerrers, fins a la Rebel·lió Muban del 1170. Els muban van governar Corea sota successius líders guerrers fins a la conquesta mongola el 1253. El 1392, amb la fundació de la dinastia Joseon, els privilegis dels munban sobre els muban es va acabar definitivament.
Per sota del yangban estava la classe jung (literalment «mitjana»). Eren els treballadors tècnics, persones amb estudis o especialitzats en camps com ara la medicina, la comptabilitat, etc. Per sota del jung estaven els sangmin(literalment «més comuns»), que eren principalment els camperols. Per sota dels sangmin estaven els chunmin, que estaven dedicats a professions inferiors, per exemple executar sentències de mort. Aquests grups van formar la societat coreana fins al segle xvii. Per sota de tots ells estaven els baekjeong, que es van originar a partir de la Invasió De Khitan De Corea al segle xi. Els invasors khitan derrotats que s'havien rendit se'ls va fer instal·lar en comunitats aïllades per tot Goryeo, com a mesura per impedir una rebel·lió. Se'ls valorava per les seves habilitats caçant, conduint, matant, i treballant la pell, conjunt d'habilitats comuns entre els nòmades. Gradualment el seu origen ètnic es va oblidar i van formar la capa inferior de la societat coreana. Corea tenia una població esclava molt gran, els nobi, estenent-se d'un terç a la meitat de la població total i van ser majoria entre el període de Silla i la Dinastia Joseon. L'esclavitud fou legalment abolida a Corea el 1894 però de fet va romandre fins al 1930.
Amb l'obertura de Corea al cristianisme estranger, a partir de l'activitat missionera de finals del segle xix, es va apreciar una mica de millora en l'estatus dels baekjeong. També, al voltant de la mateixa època, els baekjeong van començar a mostrar oposició a la discriminació social oberta que existia contra ells. Les seves reivindicacions se centraven en injustícies socials i econòmiques que afectaven els baekjeong, esperant crear una societat coreana igualitària. Els seus esforços incloïen atacar l'actitud de la classe alta, les autoritats, i els treballadors, protestant a més sobre l'ús ofensiu de la llengua contra ells que es feia en escoles privades.
Amb la Reforma del 1896, el sistema de classe de Corea s'abolia oficialment. Tanmateix, les famílies yangban s'han conservat en l'educació tradicional i d'eixos formals del segle xx. Amb la democratització del 1990 a Corea Del Sud, desaprova fortament aquella divisió. Tanmateix a Corea Del Nord, hi ha encara un sistema de classe amagat sota una aparença d'igualitarisme.

### Hawaii

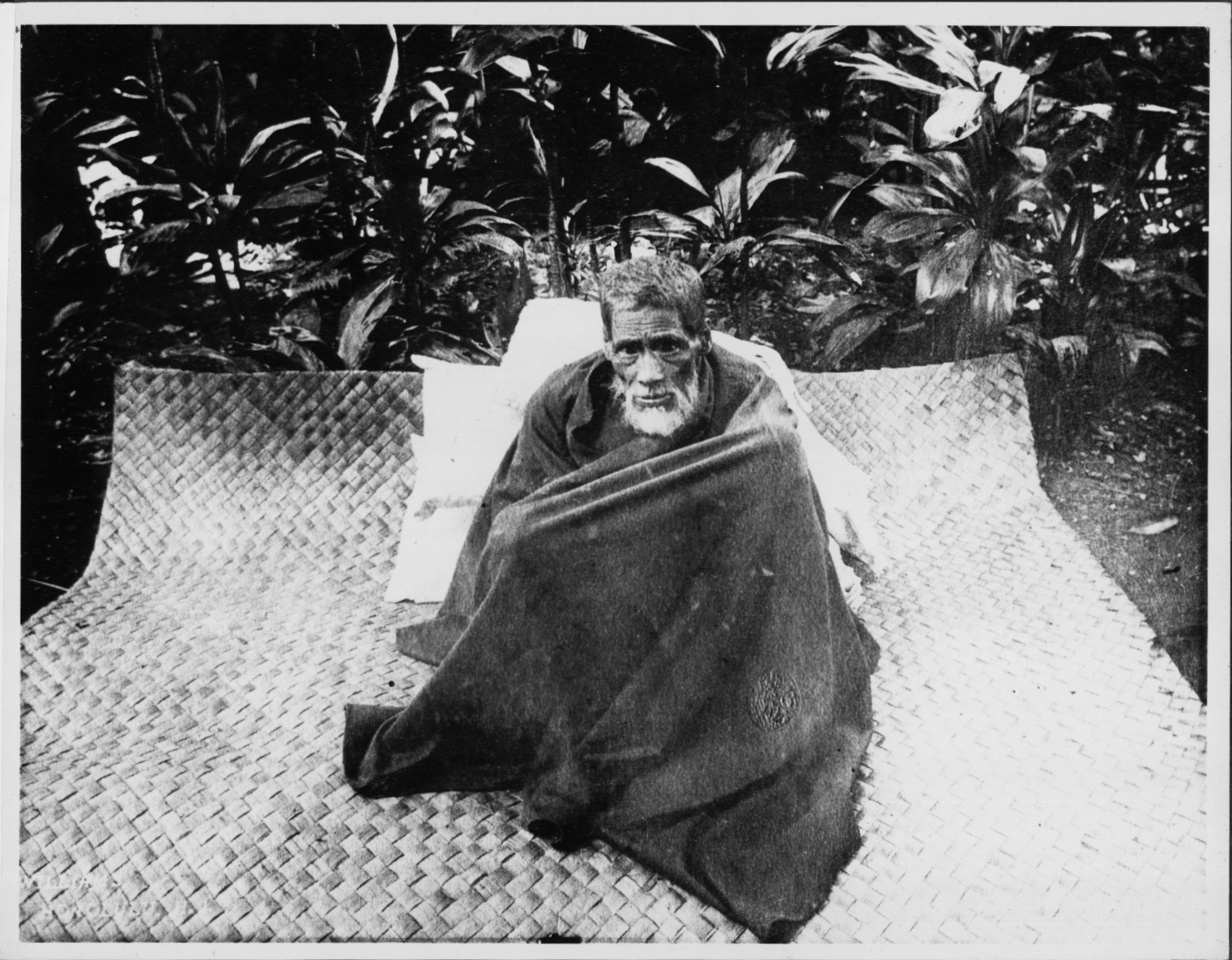
membre de la cast hawaiana kahuna.

L'antic Hawaii era una societat basada en el sistema de classes. La gent naixia dins de classes socials específiques. La mobilitat social o canvi de classe no era desconeguda, però era extremadament rara. Les classes principals eren:
- Els alii, la classe de la reialesa, que constava de governants e major i menor rang. Governaven atorgant-se poder diví procedent del mana.
- Els kahuna, la classe sacerdotal i professional. Els sacerdots dirigien cerimònies religioses, al heiau i en qualsevol altre lloc. Els professionals incloïen els mestres fusters i constructors de vaixells, cantants, ballarins, genealogistes, metges i sanadors.
- Els makainana, la classe més comuna. Eren els encarregats de conrear la terra i els qui exercien els oficis més simples. Treballaven no solament per a ells mateixos i les seves famílies, sinó també per donar suport els caps i als kahuna.
- El kauwa, o desclassats. Eren captius de guerra o els descendents de captius de guerra. El matrimoni entre membres de les classes més altes i els kauwa estava estrictament prohibit. Els kauwa treballava pels dirigents i es feien servir sovint com a sacrificis humans al luakini heiau. No eren els únics sacrificis; en canvis de govern, els adversaris polítics derrotats, de qualsevol classe social, eren també acceptables com a víctimes.[19]

## Orient Pròxim

### Península aràbiga
La societat àrab es pot concebre dividida en tres classes, els beduïns (nòmades), els fellahin (pagesos) i els hadar (ciutadans), encara que aquesta diferenciació és sovint poc més que descriptiva. Les lleialtats tribals es consideren molt importants en la societat àrab, ja que els membres d'una mateixa classe s'ajuden entre si: fent préstecs, aconseguint feina, etc.

### Iemen
Al Iemen hi ha una altra classe més de les anteriors, els al-Akhdam (també anomenats khadem) que és una forma de diferenciació dels obrers sense ofici en concret(simples proletaris) dels artesans. Hi ha una dita que expressa el baix concepte de la casta khadem: «Si el teu plat és tocat per un gos, renta'l; si és tocat per un khadem ja pots trencar-lo.»

## Amèrica Llatina

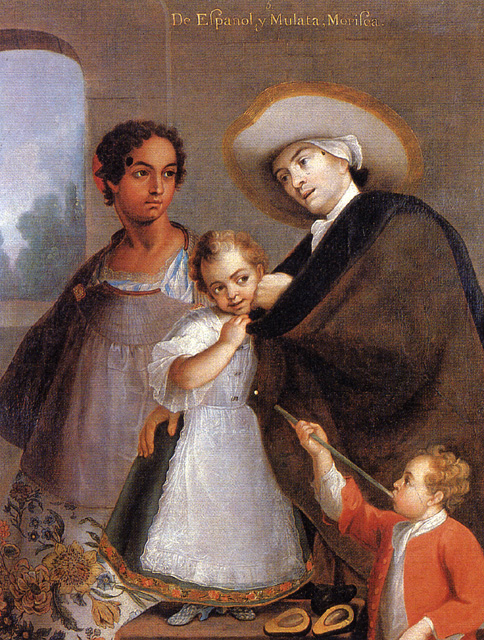
L'imperi espanyol va establir castes basada principalment en la diferenciació racial. De les primeres castes van haver barreges, d'on van sorgir noves castes per classificar les persones (mulatos, mestissos, etc.). Aquesta pintura del 1763 obra de Miguel Cabrera, es titula Espanyol, mulata i morisca.

Els colonitzadors espanyols i portuguesos de les Amèriques instituïren un sistema d'estratificació racial i social basat en la segregació basant-se en l'herència d'una persona. El sistema va romandre a la majoria d'àrees d'Hispanoamèrica fins a la seva independència d'Espanya. Les classes s'utilitzaven per identificar gent amb una específica herència racial o ètnica. Tanmateix, els privilegis o les restriccions se cenyien més a l'estatus social i la riquesa que a un sistema clarament definit de castes. Entre les classificacions racials utilitzades llavors a Amèrica espanyola hi havia les següents classes: peninsulars (nascuts a Espanya però amb negocis a Amèrica, els fills d'alguns d'aquests no van arribar a sentir que el continent americà fos la seva pàtria i en conseqüència van rebre el malnom de gachupines), criolls, castís, mestís, cholo, mulat, indi, zambo i negre.

## Àfrica
Els països a l'Àfrica que tenen societats amb sistemes de classe dins de les seves fronteres són: Algèria, Burkina Faso, el Camerun, el Txad, Etiòpia, Gàmbia, Ghana, Guinea, Guinea Bissau, Costa d'Ivori, Libèria, Mali, Mauritània, Maurici, Níger, Nigèria, el Senegal, Sierra Leone i Somàlia.

### Àfrica occidental
A l'Àfrica occidental, els sistemes de classe osu de Nigèria oriental i de Camerun del sud deriven de creences religioses indígenes i discrimina els osus com "posseïts per divinitats" i marginats.
L'economia Songhai es basava en un sistema de castes. Els més comuns eren treballadors del metall, pescadors i fusters. Les persones de castes més baixes eren principalment treballadors immigrants sense granges, els quals de tant en tant adquirien privilegis especials i ocupaven posicions més altes en la societat. En la part superior hi havia els nobles i els descendents directes dels songhai originals, seguida per homes lliures i comerciants. Al fons de la societat hi havia els captius de guerra i els esclaus europeus obligats a treballar.
Similarment, les societats mandés a Gàmbia, Ghana, Guinea, Costa d'Ivori, Libèria, el Senegal i Sierra Leone tenen sistemes de classe que divideixen la societat per mitjà de lligams ètnics. El sistema de classe mandé considera els esclaus jonow inferiors. Similarment, el sistema de classes dels Wòlofs al Senegal es divideix en tres grups principals, els geer (nascuts lliures i nobles), els jaam (esclaus i descendents esclaus) i la classe baixa neeno. En diverses parts d'Àfrica occidental, les societats fulbe també tenen divisions de classe.

### Àfrica Central
Els sistemes de classe a l'Àfrica central inclouen les castes: ubuhake a Ruanda i Burundi.

### Àfrica Oriental
Els Borana Oromo d'Etiòpia del sud a la Banya d'Àfrica també tenen un sistema de classes, on els watta, un grup de bantus aculturats, representa la classe més pobra.
La gent somalí tradicionalment nòmades es divideixen en clans, on els clans agropastorals rahanweyn i els clans laborals, els madhiban, són tractats de vegades com a marginats.

### El Magrib
Els sistemes de classe a l'Àfrica del Nord inclouen dins l'estratificació social el grup dels tuaregs. La societat saharaui-marroquina al Magrib estava tradicionalment - i encara ho és, en certa manera - estratificada en unes quantes classes tribals, distingint entre: les tribus guerreres hassane que governen i que extreuen tribut (horma) de les tribus Znagain subordinades. Encara que les línies s'esborronen per matrimonis consanguinis i reafiliació tribal, els Hassane es consideren descendents de la tribu àrab dels Maqil Banu Hassan, i mantenen poder sobre els sanhadja tribus d'ascendència amaziga zawiya (religiosos) i znaga (criats). L'anomenada classe baixa d'haratin, gent de raça negra dels oasis en gran part sedentària, s'han considerat esclaus naturals en la societat saharaui-marroquina.
A Algèria, els amazics i els àrabs del desert normalment tenen un sistema de classes rígid, amb rangs socials que s'estenen des de nobles fins a treballadors domèstics (principalment ètnia negra africana).

## Europa
Els cagots van ser tractats per la societat europea medieval com una casta inferior. Tot i tenir el mateix color de pell i professar la mateixa religió que la majoria de la població, les esglésies arribaven a disposar de portes d'entrada diferents o se'ls oferia la comunió amb culleres de fusta. Eren un grup forçosament endogàmic i amb una mobilitat social pràcticament inexistent.

## Ús del terme en l'àmbit polític
El terme casta es va començar a popularitzar en l'àmbit polític d'Itàlia per referir-se a la casta dels polítics italians, amb el significat d'aquell grup de persones que gaudeix de privilegis injustificats i que cerca alhora defendre'ls i augmentar-los.

L'ús prové del llibre de Gian Antonio Stella i Sergio Rizzo: La casta. Così i politici italiani sono diventati intoccabili (publicat el 2 de maig del 2007). El títol del llibre deriva d'una frase de Walter Veltroni que hi apareix citada: 
| « | Quan els partits són fets d'una casta de professionals, la principal campanya antipartits ve dels propis partits. | » |

Posteriorment, partits com 5 stelle o Podem a Espanya l'han popularitzat encara més en llur discurs polític.